# Cyclocephala conspicua
Cyclocephala conspicua är en skalbaggsart som beskrevs av Sharp 1877. Cyclocephala conspicua ingår i släktet Cyclocephala och familjen Dynastidae. Inga underarter finns listade i Catalogue of Life.